# Jorma Hynninen
Jorma Kalervo Hynninen (Leppävirta, Finlàndia, 3 d'abril de 1941) és un baix-baríton finès.
Entre 1966 i 1970 va estudiar a l'Acadèmia Sibelius (Hèlsinki) i el 1971 va guanyar el primer premi en la Scandinavian Singing Competition a Hèlsinki.

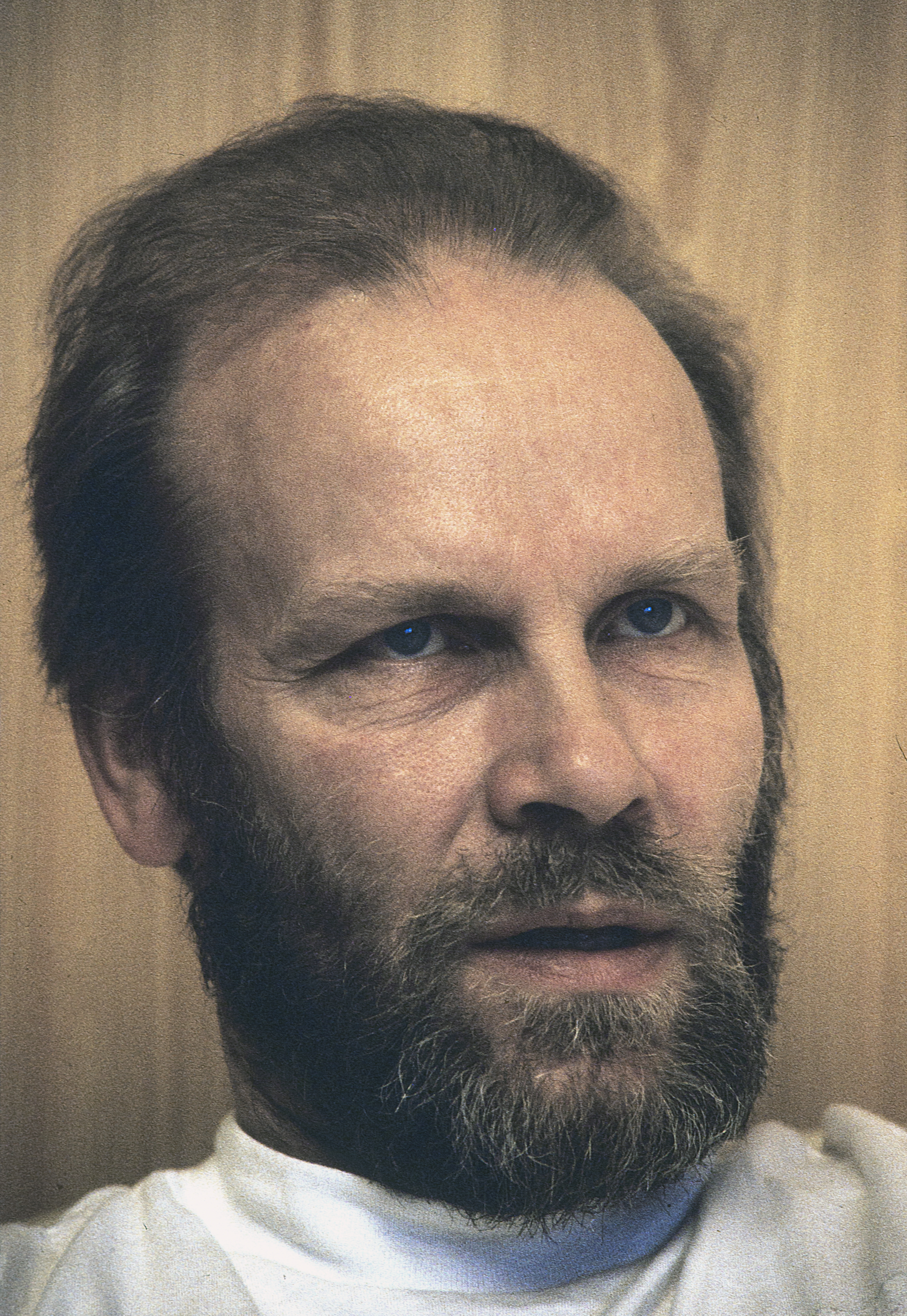
Jorma Hynninen el 1990

Distingit recitalista i liederista, forma part de la "Finnish National Opera" destacant-se com el Comte Almaviva a Les noces de Fígaro, Don Rodrigo, Don Giovanni, Macbeth, Orestes (Elektra), Wolfram i Pelléas a Pelléas et Mélisande. Les seves actuacions a escala internacional l'han portat al Metropolitan Opera, Wiener Staatsoper, La Scala, Bayerische Staatsoper, Gran Teatre del Liceu de Barcelona, París, Hamburg i Berlín.
Es destaca en òperes de compositors clàssics i contemporanis de Finlàndia com Sallinen, Rautavaara, Madetoja, Merikanto i d'altres. Va ser director de la Finnish National Opera entre 1984–1990 i actualment presideix el Savonlinna Opera Festival des de 1990.

## Carrera
Hyninen va estudiar a l'Acadèmia Sibelius 1966–1971 (Matti Tuloisela, Antti Koskinen, diploma 1970). De 1970 a 1990, va ser adscrit a l'Òpera Nacional, on també va exercir de director artístic des de 1984. Hynninen va exercir de 1980 a 1991 com a director artístic del Joensuu Song Festival, de 1993 a 2002 com a director artístic del Savonlinna. Festival d'Òpera, i com a professor d'art vocal a l'Acadèmia Sibelius del 1997 al 2003. Hynninen també ha impartit diverses classes magistrals. Hynninen ha actuat als principals teatres d'òpera del món, com Londres, Chicago, Moscou, Pequín, Milà (La Scala) i Nova York (Metropolitan). També ha actuat a diverses parts del món com a cantant de concert, especialment com a cantant de lied, juntament amb el pianista Ralf Gothón. Hynninen va acabar la seva carrera operística el 2013. Va rebre el títol de professor l'any 2005.

## Família
El cantant d'òpera Marko Salo (1964–2005) era el fill d'Hynninen, la filla Ursula Hynninen és la cantora de la parròquia de Heinola, i una altra filla Laura Hynninen és arpista i artista visual. L'actriu Olivia Ainali és la néta d'Hynnien. La primera dona d'Hynnien, Reetta, va morir de càncer a la primavera del 2017. L'actual cònjuge de Jorma Hynninen és la soprano Johanna Tuomi.

## Rols d'òpera
- Article principal: papers operístics de Jorma Hynninen (finès)
- Hynninen ha interpretat més de 70 papers d'òpera.

## Enregistraments
- Article principal: Enregistraments de Jorma Hynninen (finès)

A més dels enregistraments d'òpera finlandesa, els enregistraments d'òpera més importants d'Hynninen són Les noces de Fígaro (Mutti), Elektra (Ozawa) i Il prigioniero (Salonen). La seva producció discogràfica també inclou negre espirituals, cançons perennes i tangos. Hynninen ha realitzat més de 140 enregistraments.

## Premis i reconeixements
- Premi Vantaa cultural 1982[8]
- Pro Finlandia, medalla 1984
- Medalla Pro Leppävirta 1989
- Cannes Classical Awards 1996
- Premi Suomi 2002
- Premi Lea Piltti de la Fundació Cultural Finlandesa 2004
- Medalla de la Societat Sibelius 2007
- Creu de Mikael Agricola 2010
- Premi d'aniversari Alfred Kordelin 2010
- Medalla de celebració del Govern 200 2011
- Medalla d'Honor d'Or de l'Associació Central d'Organitzacions de Teatre de Finlàndia 2011[9]

## Literatura
- Hako, Pekka: Jorma Hynninen omalla maalla. Otava, 1999.
- Hako, Pekka: Jorma Hynninen: Sielun maisemia. Kirjapaja, 2012.
- Kansallisbiografia|id = 1481|nimi = Hynninen, Jorma (1941–) |tekijä = Hako, Pekka |ajankohta = 24.3.2000 | osa=4 | sivu=169–170
- Hynninen, Jorma: Oi muistatko vielä sen virren. Toimittanut Ismo Loivamaa. Otava, 1993.